# Ni (lletra grega)
Ni o nu és la tretzena lletra de l'alfabet grec. S'escriu majúscula: Ν; minúscula: ν. Té un valor numèric de 50. El nom de la lletra s'escriu νῦ en grec tradicional (seguint l'ortografia politonica. En Grec modern a vegades s'escriu νι (ni). Ambdues versions es pronuncien [ni], com la conjunció catalana ni.
La lletra minúscula ν s'usa com a símbol de:
- La freqüència d'una ona en física i altres ciències.
- La viscositat cinemàtica en mecànica de fluids.
- El Neutrí en física de partícules.